# Europese kampioenschappen kunstschaatsen 1910
De Europese Kampioenschappen kunstschaatsen is een jaarlijks terugkerend evenement dat georganiseerd wordt door de Internationale Schaatsunie.
Het zestiende EK kunstschaatsen voor de mannen werd gehouden in de hoofdstad Berlijn van het Duitse Rijk. Het was de vierde keer dat het kampioenschap in Berlijn plaatsvond, in 1893, 1900 en 1907 vond het EK hier ook plaats. Het was het zesde kampioenschap dat in Duitsland werd gehouden, in 1891 was Hamburg en in 1905 Bonn gaststad van het kampioenschap.

## Historie
De Duitse en Oostenrijkse schaatsbond, verenigd in de "Deutscher und Österreichischer Eislaufverband", organiseerden zowel het eerste EK Schaatsen voor mannen als het eerste EK Kunstschaatsen voor mannen in 1891 in Hamburg, in toen nog het Duitse Keizerrijk, nog voor het ISU in 1892 werd opgericht. De internationale schaatsbond nam in 1892 de organisatie van het EK kunstschaatsen over. In 1895 werd besloten voortaan het WK kunstschaatsen te organiseren en kwam het EK te vervallen. In 1898, na twee jaar onderbreking, vond toch weer een herstart plaats van het EK kunstschaatsen.
De vrouwen en paren zouden vanaf 1930 jaarlijks om de Europese titel strijden. De ijsdansers streden vanaf 1954 om de Europese titel in het kunstschaatsen.

## Deelname
Er namen vijf mannen uit vier landen deel aan dit kampioenschap.
Voor Ulrich Salchow was het zijn negende deelname. Voor Per Thorén was het zijn vierde deelname. Werner Rittberger, Keiller Greig en Martin Stixrud waren de debutanten op het EK kunstschaatsen.
| Zweden (2) Duitse Keizerrijk (1) Noorwegen (1) Verenigd Koninkrijk (1) |

## Medailleverdeling
Ulrich Salchow veroverde zijn achtste Europese titel, ook in 1898, 1899, 1900, 1904, 1906, 1907 en 1909 won hij het EK, het was zijn negende medaille, in 1901 werd hij derde. Werner Rittberger op de tweede plaats veroverde zijn eerste EK medaille. Per Thorén op de derde plaats won zijn derde medaille, in 1906 en 1909 werd hij ook derde.
| Discipline | Goud           | Zilver            | Brons      |
| ---------- | -------------- | ----------------- | ---------- |
| Mannen     | Ulrich Salchow | Werner Rittberger | Per Thorén |

## Uitslagen

### Mannen
| Goud   | Ulrich Salchow (9) | Vlag van Zweden              | 7  |
| Zilver | Werner Rittberger  | Vlag van Duitse Keizerrijk   | 14 |
| Brons  | Per Thorén (4)     | Vlag van Zweden              | 22 |
| 4      | Keiller Greig      | Vlag van Verenigd Koninkrijk | 27 |
| 5      | Martin Stixrud     | Vlag van Noorwegen           | 35 |

Medaillewinnaars

Mannen · 
Vrouwen ·
Paren · 
IJsdansen

Toernooi

1891 · 
1892 · 
1893 · 
1894 · 
1895 · 
1896-1897 · 
1898 · 
1899 · 
1900 · 
1901 · 
1902-1903 · 
1904 · 
1905 · 
1906 · 
1907 · 
1908 · 
1909 · 
1910 · 
1911 · 
1912 · 
1913 · 
1914 · 
1915-1921 · 
1922 · 
1923 · 
1924 · 
1925 · 
1926 · 
1927 · 
1928 · 
1929 · 
1930 · 
1931 · 
1932 · 
1933 · 
1934 · 
1935 · 
1936 · 
1937 · 
1938 · 
1939 ·
1940-1946 · 
1947 · 
1948 · 
1949 · 
1950 · 
1951 · 
1952 · 
1953 · 
1954 · 
1955 · 
1956 · 
1957 · 
1958 · 
1959 · 
1960 · 
1961 · 
1962 · 
1963 · 
1964 · 
1965 · 
1966 · 
1967 · 
1968 · 
1969 · 
1970 · 
1971 · 
1972 · 
1973 · 
1974 · 
1975 · 
1976 · 
1977 · 
1978 · 
1979 · 
1980 · 
1981 · 
1982 · 
1983 · 
1984 · 
1985 · 
1986 · 
1987 · 
1988 · 
1989 · 
1990 · 
1991 · 
1992 · 
1993 · 
1994 · 
1995 ·
1996 · 
1997 · 
1998 · 
1999 · 
2000 · 
2001 · 
2002 · 
2003 · 
2004 · 
2005 · 
2006 ·
2007 ·
2008 ·
2009 ·
2010 ·
2011 ·
2012 ·
2013 ·
2014 ·
2015 ·
2016 ·
2017 ·
2018 ·
2019 ·
2020 ·
2021 · 
2022 · 
2023 · 
2024 · 
2025

WK kunstschaatsen ·
WK kunstschaatsen junioren ·
Viercontinentenkampioenschap ·
Olympische Spelen